# Barbarian II: The Dungeon of Drax
Barbarian II: The Dungeon of Drax (en español Barbarian II: La mazmorra de Drax) es un videojuego desarrollado por Palace Software. Está ambientado dentro del subgénero literario perteneciente a la espada y brujería dentro de la fantasía heroica, de inspiración en la serie Dungeons & Dragons. El videojuego fue una mezcla de arcade y videojuego de lucha y fue la continuación de Barbarian: The Ultimate Warrior. Se desarrolló indistintamente para varias plataformas de la época como Amiga, Atari ST o Amstrad CPC. También fue desarrollado para Apple II, BBC Micro y Acorn Electron.

## Argumento

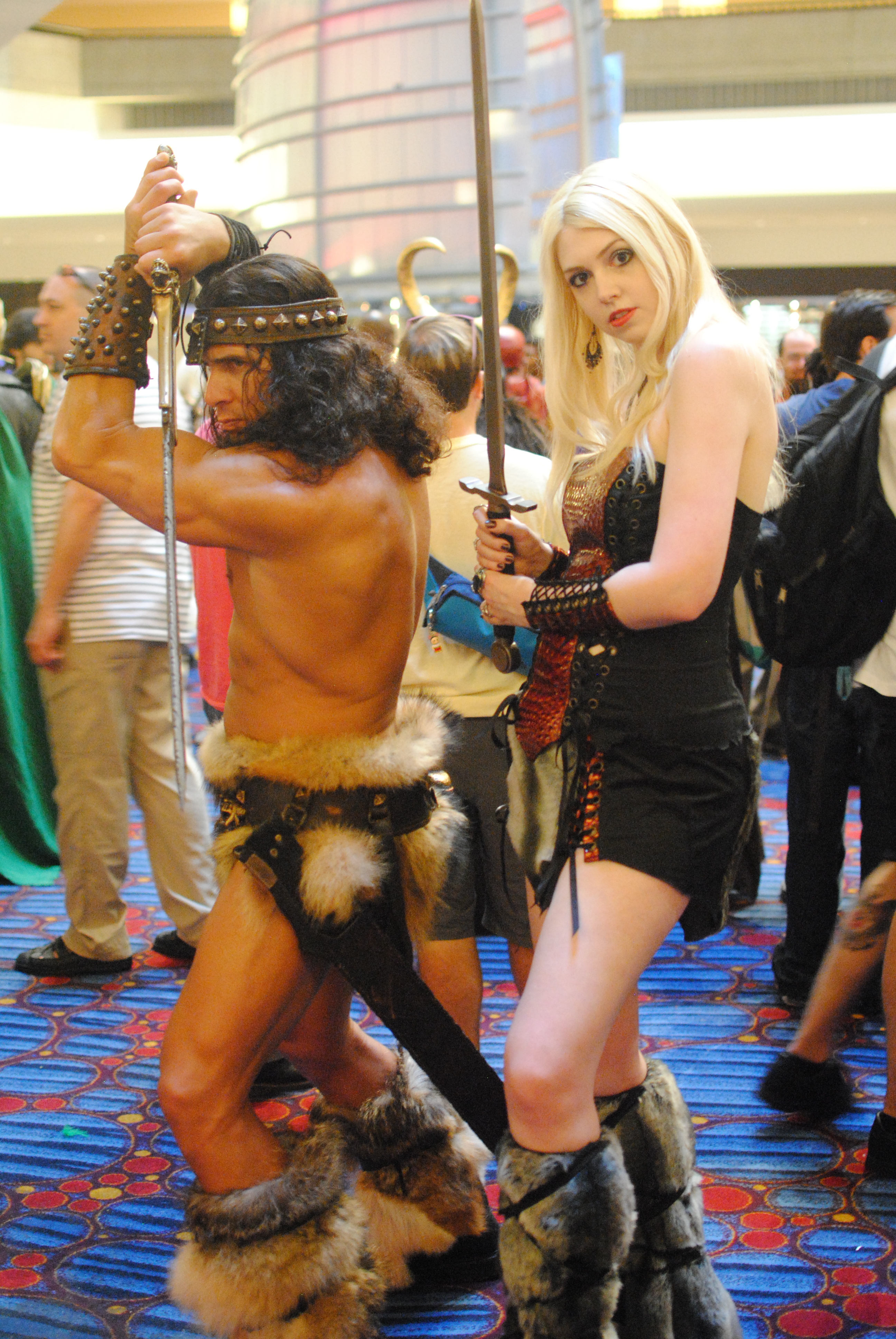
En la imagen, cosplayers disfrados de guerreros bárbaros, similares a los protagonistas de Barbarian II.

La historia de Barbarian II —de clara inspiración con el personaje de Conan el Bárbaro creado por Robert E. Howard—, cuenta las aventuras de la princesa Mariana y el bárbaro protagonista en su búsqueda común del malvado mago Drax, que ha huido hacia su recóndito calabozo tras su primera derrota en Barbarian: The Ultimate Warrior. Los guerreros tendrán que luchar contra un innumerable bestiario conformado por dinosaurios, trolls, cavernícolas y otros esbirros de Drax hasta dar con él y destruirlo.

## Jugabilidad
A diferencia de su antecesor Barbarian: The Ultimate Warrior, en donde había la opción de dos controladores o jugadores para enfrentamientos directos, en esta segunda parte el juego se desarrolla con la modalidad de un solo jugador que debe eliminar sucesivamente a diferentes monstruos y enemigos a lo largo del videojuego. El usuario avanza en la historia jugando como el bárbaro o como la princesa Mariana. El primer nivel del juego es un desierto e inhóspito páramo donde nos enfrentamos a seres prehistóricos. El segundo nivel se desarrolla bajo las cavernas donde lucharemos contra los seres del submundo. El tercer nivel transcurre en las mazmorras de Drax, donde tendremos que saltar hoyos abismales llenos de tentáculos, luchadores expertos de sumo y demás bestias amorfas y reptiloides hasta hallar al malvado mago del título y derrotarlo.

## Desarrollo
Steve Brown, el creador y principial desarrollador de la saga de videojuegos de Barbarian, se inspiró claramente en las novelas y en los cómics de Conan el Bárbaro, creado por Robert E. Howard para la revista estadounidense de ciencia ficción, fantasía y terror titulada Weird Tales.

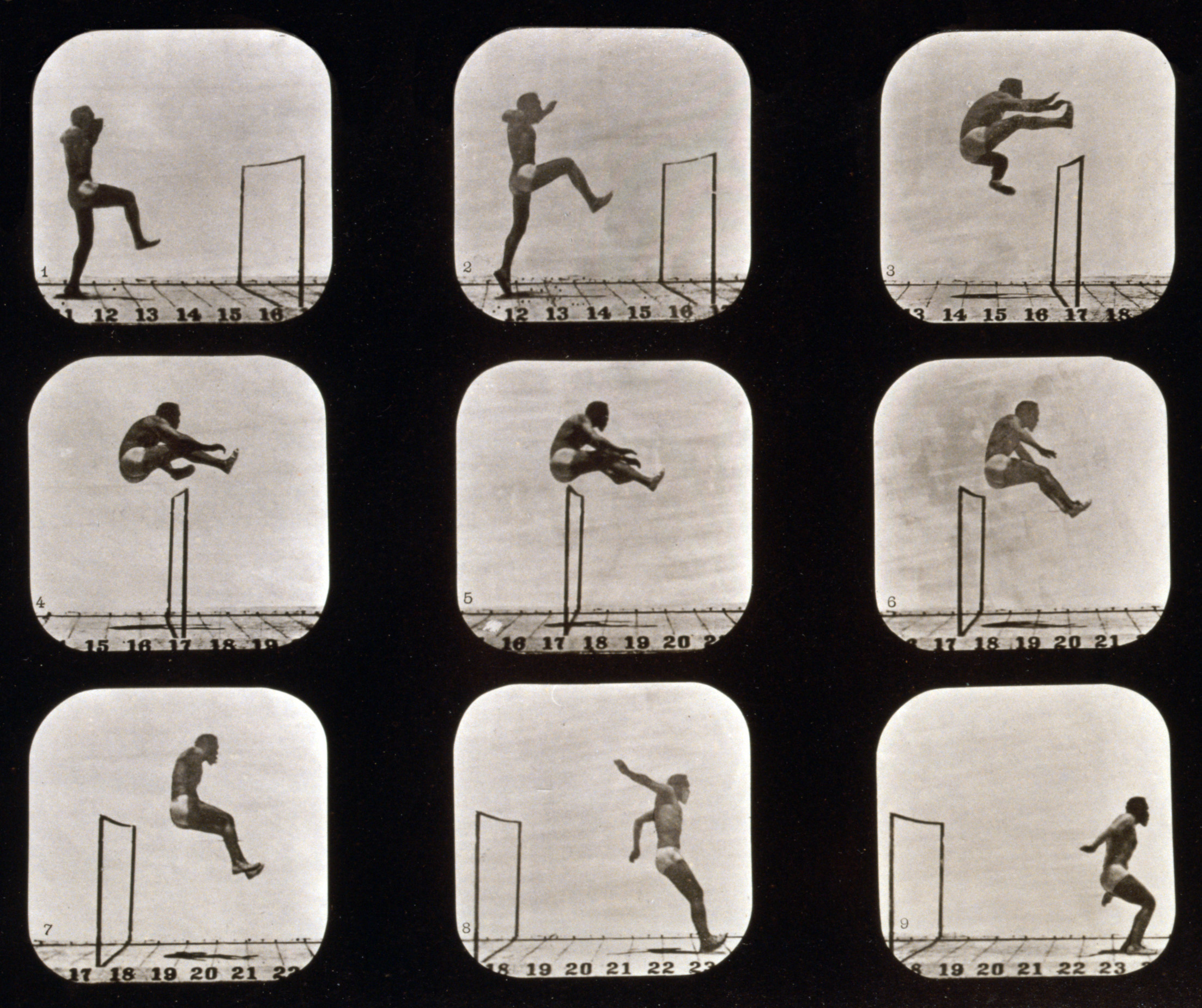
Imágenes del estudio del movimiento humano de Eadweard Muybridge en las que se basaron los diseñadores del videojuego para crear los movimientos del bárbaro.

Asimismo, Brown se basó en el trabajo fotográfico histórico de Eadweard Muybridge en sus capturas del movimiento humano para diseñar los movimientos realísticos del bárbaro protagonista de la saga de videojuegos.

### Portada
Las dos carátulas de Barbarian estuvieron ilustradas por la modelo Maria Whittaker que posó semidesnuda junto a Michael Van Wijk. La portada resultó polémica por su alto contenido erótico.

## Recepción
Según la revista de videojuegos española Micromanía, en el número 6 de su segunda época, calificaba Barbarian II: The Dungeon of Drax como «uno de los mejores programas jamás realizados». En su sección "Punto de mira" le dieron un 9 sobre 10 puntos haciendo la media aritmética entre los tres aspectos valorados: adicción, gráficos y originalidad.